# Canthylidia atrilinea
Canthylidia atrilinea är en fjärilsart som beskrevs av Turner 1943. Canthylidia atrilinea ingår i släktet Canthylidia och familjen nattflyn. Inga underarter finns listade i Catalogue of Life.